# Enna Calcio
Enna Calcio (wł. Enna Calcio Società Cooperativa Sportiva Dilettantistica) – włoski klub piłkarski, mający siedzibę w mieście Enna, na Sycylii, grający od sezonu 2019/20 w rozgrywkach Eccellenza Sicilia.

## Historia
Chronologia nazw:
- 1942: Comitato Sportivo Pro Enna
- 1950: Associazione Sportiva Pro Enna
- 1952: Associazione Sportiva Enna
- 1983: Associazione Sportiva Juvenes Enna – po reorganizacji Gruppo Sportivo Juvenes Enna
- 1984: Unione Calcio Enna
- 1991: klub rozwiązano
- 1991: Ginnastica e Sport Enna Calcio
- 2004: Gruppo Sportivo Dilettantistico Enna Calcio
- 2013: klub rozwiązano
- 2014: Unione Sportiva Dilettantistica Enna – po fuzji AS Città di Enna i ASD Polisportiva Trinacria
- 2017: Enna Calcio Società Cooperativa Sportiva Dilettantistica

Klub sportowy CS Pro Enna został założony w miejscowości Enna w 1942 roku. Po dołączeniu do FIGC otrzymał promocję do Serie C, zajmując w sezonie 1942/43 czwarte miejsce w grupie N. W 1943 roku na terenie Włoch rozpoczęto działania wojenne II wojny światowej, wskutek czego mistrzostwa 1943/44 zostały odwołane.
Po zakończeniu II wojny światowej, klub wznowił działalność w 1945 roku i został zakwalifikowany do Prima Divisione Sicilia (D4). W 1948 roku w wyniku reorganizacji systemu lig zespół pozostał w czwartej lidze, zwanej Promozione. W 1950 klub zmienił nazwę na AS Pro Enna, a w 1952 na AS Enna. W 1952 roku w wyniku kolejnej reorganizacji systemu liga zmieniła nazwę na IV Serie, w 1957 na Campionato Interregionale, a w 1959 na Serie D. W 1970 zespół awansował do Serie C, ale po roku spadł z powrotem do Serie D. W 1975 został zdegradowany do Promozione Sicilia. Przed rozpoczęciem sezonu 1978/79 Serie C została podzielona na dwie dywizje: Serie C1 i Serie C2, wskutek czego poziom Promozione został obniżony do szóstego stopnia. W 1981 klub otrzymał promocję do Campionato Interregionale. W 1983 roku klub połączył się z GS Juvenes Enna, po czym przyjął nazwę AS Juvenes Enna. W 1984 nazwa klubu została zmieniona na Unione Calcio Enna. W 1990 zespół awansował do Serie C2, ale w sezonie 1990/91 klub zajął 16.miejsce w grupie D Serie C2 i został zdegradowany do Eccellenza Sicilia, a następnie ogłosił upadłość.
Latem 1991 klub został reaktywowany jako Ginnastica e Sport Enna Calcio i startował w Prima Categoria Sicilia (D8). W 1992 awansował do Promozione Sicilia, a w 1994 do Eccellenza Sicilia. W 1997 zespół został zdegradowany do Promozione Sicilia. W 2001 wrócił do Eccellenza Sicilia, ale po roku spadł z powrotem do Promozione Sicilia. W 2004 klub zmienił nazwę na GSD Enna Calcio, a w następnym roku znów został promowany do Eccellenza Sicilia. W 2012 roku wrócił do Promozione Sicilia. W sezonie 2012/13 po 7.kolejce po czterech rezygnacjach z gry został zdyskwalifikowany z rozgrywek Promozione Sicilia, a następnie zespół zrezygnował z dalszych występów i potem nie uczestniczył w żadnych rozgrywkach ligowych.
Po roku bezczynności, w wyniku połączenia klubów AS Città di Enna i ASD Polisportiva Trinacria w 2014 roku został utworzony USD Enna. Klub startował w mistrzostwach Prima Categoria Sicilia, która z powodu reformy systemy lig, wskutek czego Prima Categoria została promowana do siódmego poziomu. W 2017 klub awansował do Promozione Sicilia, po czym zmienił nazwę na Enna Calcio SCSD. W sezonie 2018/19 zajął 3.miejsce w grupie D Promozione Sicilia. i po barażach awansował do Eccellenza Sicilia.

## Barwy klubowe, strój
|  |  |

Klub ma barwy żółto-zielone. Zawodnicy domowe spotkania zazwyczaj grają w pasiastych pionowo żółto-zielonych koszulkach, czarnych spodenkach oraz czarnych getrach.

## Sukcesy

### Trofea międzynarodowe
Nie uczestniczył w rozgrywkach europejskich (stan na 31-05-2020).

### Trofea krajowe
| \| \| Zdobyte trofea w rozgrywkach Włoch (stan na: 31-08-2020) \| |                                                          |      |          |
| Rozgrywki                                                         | Osiągnięcie                                              | Razy | Sezon(y) |
| · Mistrzostwo                                                     | I miejsce                                                | 0    |          |
| · Mistrzostwo                                                     | II miejsce                                               | 0    |          |
| · Mistrzostwo                                                     | III miejsce                                              | 0    |          |
| · Puchar                                                          | zdobywca                                                 | 0    |          |
| · Puchar                                                          | finalista                                                | 0    |          |
| II liga                                                           | I miejsce                                                | 0    |          |
| II liga                                                           | II miejsce                                               | 0    |          |
| II liga                                                           | III miejsce                                              | 0    |          |
| Włochy                                                            | Zdobyte trofea w rozgrywkach Włoch (stan na: 31-08-2020) |      |          |

- Serie C (D3):
  - 4.miejsce (1x): 1942/43 (N)

## Struktura klubu

### Stadion
Klub piłkarski rozgrywa swoje mecze domowe na Stadio Generale Gaeta, w mieście Enna o pojemności 2 tys. widzów.

### Derby
- Atletico Catania
- ASD Città di Caltagirone
- AS Canicattì
- Dolce Onorio Folgore
- Licata Calcio
- Marsala Calcio
- Nissa FC
- SC Palazzolo
- Sancataldese Calcio
- ASD Siracusa
- ASD Polisportiva Valguarnera